# Fasersättigungsbereich
Der Fasersättigungsbereich (auch: Fasersättigungspunkt) bezeichnet einen bestimmten Feuchtezustand von Holz. 
Unterhalb des Fasersättigungsbereiches wird Feuchtigkeit lediglich als gebundenes Wasser in die Zellwände eingelagert. Bei einem Feuchtegehalt über Fasersättigung kann Holz weitere Feuchtigkeit nur noch in Form von freiem Wasser in den Lumina seiner Zellen aufnehmen, was nur geringen Einfluss auf seine physikalischen und mechanischen Eigenschaften hat. Ändert sich der Feuchtegehalt allerdings unterhalb der Fasersättigung, so hat dies entscheidenden Einfluss auf seine Eigenschaften, es beginnt z. B. zu quellen oder zu schwinden.
Der Fasersättigungsbereich ist holzartenspezifisch und liegt bei den meisten Hölzern zwischen 24 % und 32 % Holzfeuchte. Da die Holzfeuchte das Verhältnis der Wassermasse im Holz zur Masse des darrtrockenen Holzes  beschreibt, kann der Fasersättigungsbereich bei leichten Holzarten wie z. B. Balsaholz durchaus bei über 50 % Holzfeuchte liegen.